# Tiurajärvi
Tiurajärvi är en sjö i Finland. Den ligger i kommunen Muonio i landskapet Lappland, i den norra delen av landet, 800 km norr om huvudstaden Helsingfors. Tiurajärvi ligger 254,8 meter över havet. Arean är 45,7 hektar och strandlinjen är 3,37 kilometer lång. Sjön  ingår i Torne älvs huvudavrinningsområde. 